# Dingkana curtulus
Dingkana curtulus är en insektsart som beskrevs av Walker 1870. Dingkana curtulus ingår i släktet Dingkana och familjen hornstritar. Inga underarter finns listade i Catalogue of Life.